# Rena (Unternehmen)
Die Rena Technologies GmbH (ehemals Rena GmbH) ist ein internationales Unternehmen im Maschinenbau, das Anlagen für die nasschemische Oberflächenbehandlung in der Halbleiter-, Medizin-, Solar- und Glasindustrie produziert. Der Firmensitz befindet sich in Gütenbach, einer Gemeinde im Schwarzwald-Baar-Kreis in Baden-Württemberg. Weitere Niederlassungen befinden sich in Berg bei Nürnberg, Wykroty (Polen), Duluth (Georgia, USA), Shanghai (China), Singapur und Taiwan. In Freiburg im Breisgau wird ein Forschungs- und Entwicklungslabor betrieben. Der Firmenname steht als Abkürzung für „Reinraum-Equipment Nasschemie Automation“. Seit Dezember 2019 gehört auch das Halbleiter-Unternehmen MEI LLC zur RENA Gruppe.

## Tätigkeitsfelder

### Halbleiterindustrie
Rena-Maschinen sind Bestandteil der Wertschöpfungskette für die Produktion von Halbleiter-Wafern, Integrated Circuits (ICs) oder Micro-Electro-Mechanical Systems (MEMS). Für die Halbleiterbranche produziert das Unternehmen Maschinen zur nasschemischen Bearbeitung mit Prozessen wie Reinigen, Ätzen sowie die Metallabscheidung (Electroplating).

### Erneuerbare Energien
Zu den Leistungen des Unternehmens in der Solarbranche zählen Batch- und Inlineplattformen sowie die zugehörige Automatisierung und benötigte Verbrauchsmittel (monoTEX). Die Verfahren umfassen das Reinigen, Texturieren, Ätzen, die Kantenisolation sowie das Plating von monokristallinen und multikristallinen Solar-Wafern und Zellen.
Seit Dezember 2017 entwickelt Rena zusammen mit der Christian-Albrechts-Universität zu Kiel (CAU) ein Fertigungskonzept für Silizium-Anoden, zur Verwendung in Lithium-Ionen-Batterien.

### Medizintechnik
Für die Medizintechnikbranche stellt Rena automatisierte Maschinen zur Oberflächenbearbeitung u. a. von Zahnimplantaten und optischen Substraten her.

### Glasindustrie
Für unterschiedliche Materialzusammensetzungen und Anwendungen in der Glasverarbeitung stellt Rena Maschinen zur einseitigen und beidseitigen Oberflächenbehandlung z. B. für Displays her. Bearbeitet werden komplette Substratoberflächen wie auch selektive Bereiche.

## Historie
Das Unternehmen wurde am 14. Januar 1993 unter dem Namen „RENA Sondermaschinen GmbH“ gegründet. Zunächst wurden die Maschinen zur Anwendung in der Halbleiterindustrie entwickelt. Die ersten Maschinen für die Solarzellenproduktion wurden im Jahr 2001 hergestellt.
Das zu diesem Zeitpunkt zehn Jahre bestehende Unternehmen ASTEC in Berg bei Nürnberg wurde am 1. Januar 2006 von der RENA Sondermaschinen GmbH übernommen. Produktion und Entwicklung wurden von der Halbleiter- mehr in Richtung Solarindustrie ausgerichtet.
Im Oktober 2007 konnte die Höllmüller Maschinenbau GmbH von Rena akquiriert werden, um die Marktposition des Unternehmens im Solarmarkt zu stärken. Höllmüller produzierte ebenfalls Maschinen für nasschemische Anwendungen im Bereich der Galvanik, Flat-Panel und Displayfertigung. Die Produktionskapazität wurde durch die neuen Werke in Wykroty, Polen und Herrenberg ausgebaut.
Aufgrund des wachsenden Leistungsportfolios nahm das Unternehmen im Jahr 2008 eine Umfirmierung von „RENA Sondermaschinen GmbH“ zu „RENA GmbH“ vor.
Im selben Jahr wurde das RENA Technology Center (R&D) in Freiburg eröffnet.
Mit der schweizerischen Beteiligungsgesellschaft Capvis übernahm am 1. März 2015 ein neuer Investor den Geschäftsbetrieb von Rena aus der Insolvenz. Das Unternehmen wird unter dem Namen RENA Technologies GmbH weitergeführt.
Der Kauf der Rena-Gruppe durch Equistone fand im März 2019 statt. Der von Equistone Partners beratene Fonds erwirbt das Unternehmen nach vier Jahren von der Capvis AG.
Im Dezember 2019 akquirierte Rena Technologies den US-amerikanischen Maschinenbauer MEI LLC. Das Unternehmen aus Albany, Oregon produziert Maschinen für die Halbleiterindustrie und soll Rena in dieser Branche stärken.